# Olympische Sommerspiele 1996/Tischtennis – Doppel (Männer)
Das Männerdoppel im Tischtennis bei den Olympischen Spielen 1996 in Atlanta wurde vom 23. bis 30. Juli im Georgia World Congress Center ausgetragen. Im Vergleich zum Doppel 1992 in Barcelona wurde wieder ein Spiel um Bronze ausgespielt.

## Gruppenphase

### Gruppe A
| Rang | Athleten                        | S | N | Sätze | Sätze | Punkte | Punkte |     | China Volksrepublik | Osterreich | Kroatien | Australien |
| ---- | ------------------------------- | - | - | ----- | ----- | ------ | ------ | --- | ------------------- | ---------- | -------- | ---------- |
| 1    | Lü Lin / Wang Tao               | 3 | 0 | 6     | 0     | 126    | 74     | —   | 2:0                 | 2:0        | 2:0      |            |
| 2    | Ding Yi / Qianli Qian           | 2 | 1 | 4     | 3     | 123    | 119    | 0:2 | —                   | 2:1        | 2:0      |            |
| 3    | Damir Atiković / Zoran Primorac | 1 | 2 | 3     | 5     | 131    | 144    | 0:2 | 1:2                 | —          | 2:1      |            |
| 4    | Paul Langley / Russ Lavale      | 0 | 3 | 1     | 6     | 95     | 138    | 0:2 | 0:2                 | 1:2        | —        |            |

### Gruppe B
| Rang | Athleten                         | S | N | Sätze | Sätze | Punkte | Punkte |     | Schweden | Niederlande | Japan | Chile |
| ---- | -------------------------------- | - | - | ----- | ----- | ------ | ------ | --- | -------- | ----------- | ----- | ----- |
| 1    | Jörgen Persson / Jan-Ove Waldner | 3 | 0 | 6     | 2     | 160    | 139    | —   | 2:1      | 2:1         | 2:0   |       |
| 2    | Danny Heister / Trinko Keen      | 2 | 1 | 5     | 3     | 157    | 140    | 1:2 | —        | 2:1         | 2:0   |       |
| 3    | Toshio Tasaki / Ryo Yuzawa       | 1 | 2 | 4     | 4     | 152    | 144    | 1:2 | 1:2      | —           | 2:0   |       |
| 4    | Augusto Morales / Juan Salamanca | 0 | 3 | 0     | 6     | 80     | 126    | 0:2 | 0:2      | 0:2         | —     |       |

### Gruppe C
| Rang | Athleten                            | S | N | Sätze | Sätze | Punkte | Punkte |     | China Volksrepublik | Frankreich | Schweden | Ghana |
| ---- | ----------------------------------- | - | - | ----- | ----- | ------ | ------ | --- | ------------------- | ---------- | -------- | ----- |
| 1    | Kong Linghui / Liu Guoliang         | 3 | 0 | 6     | 0     | 126    | 77     | —   | 2:0                 | 2:0        | 2:0      |       |
| 2    | Patrick Chila / Christophe Legoût   | 2 | 1 | 4     | 3     | 133    | 102    | 0:2 | —                   | 2:1        | 2:0      |       |
| 3    | Peter Karlsson / Thomas von Scheele | 1 | 2 | 3     | 4     | 116    | 120    | 0:2 | 1:2                 | —          | 2:0      |       |
| 4    | Winifred Addy / Isaac Opoku         | 0 | 3 | 0     | 6     | 50     | 126    | 0:2 | 0:2                 | 0:2        | —        |       |

### Gruppe D
| Rang | Athleten                           | S | N | Sätze | Sätze | Punkte | Punkte |     | Frankreich | Hongkong 1959 | Korea Nord | Jamaika |
| ---- | ---------------------------------- | - | - | ----- | ----- | ------ | ------ | --- | ---------- | ------------- | ---------- | ------- |
| 1    | Damien Éloi / Jean-Philippe Gatien | 3 | 0 | 6     | 0     | 126    | 74     | —   | 2:0        | 2:0           | 2:0        |         |
| 2    | Chan Kong Wah / Lo Chuen Tsung     | 2 | 1 | 4     | 3     | 126    | 129    | 0:2 | —          | 2:1           | 2:0        |         |
| 3    | Choi Kyong-sob / Li Gun-sang       | 1 | 2 | 3     | 4     | 116    | 128    | 0:2 | 1:2        | —             | 2:0        |         |
| 4    | Michael Hyatt / Stephen Hylton     | 0 | 3 | 0     | 6     | 89     | 126    | 0:2 | 0:2        | 0:2           | —          |         |

### Gruppe E
| Rang | Athleten                       | S | N | Sätze | Sätze | Punkte | Punkte |     | Deutschland | Osterreich | Kanada | Brasilien |
| ---- | ------------------------------ | - | - | ----- | ----- | ------ | ------ | --- | ----------- | ---------- | ------ | --------- |
| 1    | Steffen Fetzner / Jörg Roßkopf | 3 | 0 | 6     | 0     | 127    | 81     | —   | 2:0         | 2:0        | 2:0    |           |
| 2    | Karl Jindrak / Werner Schlager | 2 | 1 | 4     | 3     | 144    | 125    | 0:2 | —           | 2:0        | 2:1    |           |
| 3    | Johnny Huang / Joe Ng          | 1 | 2 | 2     | 4     | 97     | 106    | 0:2 | 0:2         | —          | 2:0    |           |
| 4    | Hugo Hoyama / Giuliano Peixoto | 0 | 3 | 1     | 6     | 93     | 149    | 0:2 | 1:2         | 0:2        | —      |           |

### Gruppe F
| Rang | Athleten                          | S | N | Sätze | Sätze | Punkte | Punkte |     | Korea Sud | Polen | Chinesisch Taipeh |
| ---- | --------------------------------- | - | - | ----- | ----- | ------ | ------ | --- | --------- | ----- | ----------------- |
| 1    | Kang Hee-chan / Kim Taek-soo      | 2 | 0 | 4     | 0     | 84     | 62     | —   | 2:0       | 2:0   |                   |
| 2    | Lucjan Błaszczyk / Andrzej Grubba | 1 | 1 | 2     | 3     | 100    | 97     | 0:2 | —         | 2:1   |                   |
| 3    | Chiang Peng-Lung / Wu Wen-chia    | 0 | 2 | 1     | 4     | 82     | 107    | 0:2 | 1:2       | —     |                   |

### Gruppe G
| Rang | Athleten                                                                               | S | N | Sätze | Sätze | Punkte | Punkte |     | Korea Sud | Russland | Belarus | Vereinigte Staaten |
| ---- | -------------------------------------------------------------------------------------- | - | - | ----- | ----- | ------ | ------ | --- | --------- | -------- | ------- | ------------------ |
| 1    | Lee Chul-seung / Yoo Nam-kyu                                                           | 3 | 0 | 6     | 0     | 126    | 89     | —   | 2:0       | 2:0      | 2:0     |                    |
| 2    | Andrei Masunow / Dmitri Masunow                                                        | 2 | 1 | 4     | 2     | 120    | 104    | 0:2 | —         | 2:0      | 2:0     |                    |
| 3    | Uladsimir Samsonau / Jauhenij Schtschazinin (engl. Vladimir Samsonov/Evgueni Shetinin) | 1 | 2 | 2     | 4     | 103    | 113    | 0:2 | 0:2       | —        | 2:0     |                    |
| 4    | Jim Butler / Todd Sweeris                                                              | 0 | 3 | 0     | 6     | 83     | 126    | 0:2 | 0:2       | 0:2      | —       |                    |

### Gruppe H
| Rang | Athleten                            | S | N | Sätze | Sätze | Punkte | Punkte |     | Japan | Jugoslawien Bundesrepublik 1992 | Nigeria | Tschechien |
| ---- | ----------------------------------- | - | - | ----- | ----- | ------ | ------ | --- | ----- | ------------------------------- | ------- | ---------- |
| 1    | Kōji Matsushita / Hiroshi Shibutani | 3 | 0 | 6     | 0     | 129    | 95     | —   | 2:0   | 2:0                             | 2:0     |            |
| 2    | Slobodan Grujić / Ilija Lupulesku   | 2 | 1 | 4     | 2     | 117    | 115    | 0:2 | —     | 2:0                             | 2:0     |            |
| 3    | Sule Olaleye / Segun Toriola        | 1 | 2 | 2     | 4     | 114    | 115    | 0:2 | 0:2   | —                               | 2:0     |            |
| 4    | Petr Korbel / Josef Plachý          | 0 | 3 | 0     | 6     | 94     | 129    | 0:2 | 0:2   | 0:2                             | —       |            |

## Finalrunde
|  | Viertelfinale | Viertelfinale                       | Viertelfinale                  | Viertelfinale | Viertelfinale | Viertelfinale | Viertelfinale                  |    |                              | Halbfinale                     | Halbfinale      | Halbfinale      | Halbfinale      | Halbfinale      | Halbfinale      | Halbfinale      |    |  | Finale | Finale | Finale | Finale | Finale | Finale | Finale |
|  |               |                                     |                                |               |               |               |                                |    |                              |                                |                 |                 |                 |                 |                 |                 |    |  |        |        |        |        |        |        |        |
|  | A1            | Lü Lin / Wang Tao                   | 21                             | 18            | 18            | 21            | 21                             |    |                              |                                |                 |                 |                 |                 |                 |                 |    |  |        |        |        |        |        |        |        |
|  | F1            | Kang Hee-chan / Kim Taek-soo        | 12                             | 21            | 21            | 12            | 12                             |    |                              |                                |                 |                 |                 |                 |                 |                 |    |  |        |        |        |        |        |        |        |
|  | F1            | Kang Hee-chan / Kim Taek-soo        | 12                             | 21            | 21            | 12            | 12                             | A1 | Lü Lin / Wang Tao            | 21                             | 21              | 21              |                 |                 |                 |                 |    |  |        |        |        |        |        |        |        |
|  |               |                                     |                                |               |               |               |                                | A1 | Lü Lin / Wang Tao            | 21                             | 21              | 21              |                 |                 |                 |                 |    |  |        |        |        |        |        |        |        |
|  |               | E1                                  | Steffen Fetzner / Jörg Roßkopf | 10            | 17            | 7             |                                |    |                              |                                |                 |                 |                 |                 |                 |                 |    |  |        |        |        |        |        |        |        |
|  | E1            | E1                                  | Steffen Fetzner / Jörg Roßkopf | 10            | 17            | 7             | Steffen Fetzner / Jörg Roßkopf | 12 | 17                           | 10                             |                 |                 |                 |                 |                 |                 |    |  |        |        |        |        |        |        |        |
|  | E1            |                                     |                                |               |               |               |                                |    | 17                           | 10                             |                 |                 |                 |                 |                 |                 |    |  |        |        |        |        |        |        |        |
|  | D1            | Damien Éloi / Jean-Philippe Gatien  | 21                             | 21            | 21            |               |                                |    |                              |                                |                 |                 |                 |                 |                 |                 |    |  |        |        |        |        |        |        |        |
|  |               |                                     |                                |               |               |               |                                | A1 | Lü Lin / Wang Tao            | 8                              | 21              | 19              | 11              |                 |                 |                 |    |  |        |        |        |        |        |        |        |
|  |               | C1                                  | Kong Linghui / Liu Guoliang    | 21            | 13            | 21            | 21                             |    |                              |                                |                 |                 |                 |                 |                 |                 |    |  |        |        |        |        |        |        |        |
|  | C1            | Kong Linghui / Liu Guoliang         | 21                             | 21            | 21            |               |                                |    |                              |                                |                 |                 |                 |                 |                 |                 |    |  |        |        |        |        |        |        |        |
|  | H1            | Kōji Matsushita / Hiroshi Shibutani | 15                             | 19            | 15            |               |                                |    |                              |                                |                 |                 |                 |                 |                 |                 |    |  |        |        |        |        |        |        |        |
|  | H1            | Kōji Matsushita / Hiroshi Shibutani | 15                             | 19            | 15            | C1            | Kong Linghui / Liu Guoliang    | 21 | 21                           | 21                             |                 |                 |                 |                 |                 |                 |    |  |        |        |        |        |        |        |        |
|  |               |                                     |                                |               |               |               |                                | 21 | 21                           | 21                             |                 |                 |                 |                 |                 |                 |    |  |        |        |        |        |        |        |        |
|  |               | G1                                  | Lee Chul-seung / Yoo Nam-kyu   | 17            | 16            | 19            |                                |    |                              | Spiel um Bronze                | Spiel um Bronze | Spiel um Bronze | Spiel um Bronze | Spiel um Bronze | Spiel um Bronze | Spiel um Bronze |    |  |        |        |        |        |        |        |        |
|  | G1            | G1                                  | Lee Chul-seung / Yoo Nam-kyu   | 17            | 16            | 19            | Lee Chul-seung / Yoo Nam-kyu   | 21 | 21                           | Spiel um Bronze                | Spiel um Bronze | Spiel um Bronze | Spiel um Bronze | Spiel um Bronze | Spiel um Bronze | Spiel um Bronze | 21 |  |        |        |        |        |        |        |        |
|  | G1            |                                     |                                |               |               |               |                                |    | 21                           |                                |                 |                 |                 |                 |                 |                 | 21 |  |        |        |        |        |        |        |        |
|  | B1            | Jörgen Persson / Jan-Ove Waldner    | 18                             | 16            | 17            |               |                                |    | E1                           | Steffen Fetzner / Jörg Roßkopf | 18              | 12              | 20              |                 |                 |                 |    |  |        |        |        |        |        |        |        |
|  |               |                                     |                                |               |               |               |                                | G1 | Lee Chul-seung / Yoo Nam-kyu | 21                             | 21              | 22              |                 |                 |                 |                 |    |  |        |        |        |        |        |        |        |